# Reka (Kosovska Mitrovica)
Pour les articles homonymes, voir Reka.
Rekë en albanais et Reka en serbe latin (en serbe cyrillique : Река) est une localité du Kosovo située dans la commune/municipalité de Mitrovicë/Kosovska Mitrovica et dans le district de Mitrovicë/Kosovska Mitrovica. Selon le recensement kosovar de 2011, elle compte 224 habitants.

## Démographie

### Évolution historique de la population dans la localité
| 1948 | 1953 | 1961 | 1971 | 1981 | 1991 | 2011 |
| ---- | ---- | ---- | ---- | ---- | ---- | ---- |
| 146  | 177  | 220  | 333  | 412  | 539  | 224  |

|  |

### Répartition de la population par nationalités (2011)
En 2011, les Albanais représentaient 99,11 % de la population.